# Benzotriazole
Le benzotriazole est couramment employé comme additif anticorrosif dans les liquides de refroidissement industriels ainsi que dans les fluides hydrauliques et dans les fluides dégivreurs et anti-givre utilisés en aviation. Des stabilisateurs UV à base de benzotriazole (BZT-UV) sont des additifs fréquemment utilisés pour protéger de nombreux biens de consommation de la dégradation par la lumière ; il est aussi utilisé dans les détergents à lave-vaisselles pour la protection de l’argent . Il est aussi utilisé comme agent anti-voile dans les révélateurs pour la photographie argentique. Il est aussi utilisé dans le watercooling informatique (mélangé à de l'eau déminéralisée).

## Propriétés physico-chimiques
Il existe un tautomère du benzotriazole:

## Méthode d'analyse
Plusieurs méthodes sont utilisées, mais la méthode couramment employée afin de détecter et quantifier les benzotriazoles dans l’eau est la chromatographie liquide couplée à la spectrométrie de masse en tandem (LC-MS/MS) ,,.

### Préparation de l’échantillon
L’échantillon d’eau à analyser doit être nettoyé et préconcentré. Dans un premier temps, l’échantillon d’eau (1 - 2,5 L) est filtré afin de retirer les particules solides en suspension. Comme les benzotriazoles à analyser sont solubles dans l’eau, cette étape n’altère en rien l’analyse. Une quantité connue d’étalon interne ayant une structure et des propriétés semblables est ajouté à l’échantillon afin de vérifier toute erreur de manipulation. L’échantillon est ensuite acidifié à un pH de 2. Dans un deuxième temps, une extraction sur support solide (SPE) est effectuée avec une cartouche de type phase inversée (ex. OASIS HLB, Waters©). La cartouche est conditionnée avec 10mL d’acétonitrile, 10mL de méthanol et 10mL d’eau ultra pure à pH 2. L’échantillon est élué à un débit de 10mL/min. La cartouche est ensuite lavée 2 fois avec 5mL d’eau acidifiée (pH 2), séchée avec un jet d’azote durant 90 min et éluée 3 fois avec un mélange acétonitrile/méthanol (50:50; v/v). L’extrait est finalement concentré jusqu’à l’obtention d’un volume de 500μL.

### Séparation et détection
Les composés sont séparés grâce à la chromatographie liquide. Une colonne C18 est utilisée avec un gradient d’élution d’un mélange acétonitrile/eau/acide formique. Après séparation, les composés sont détectés à l’aide de la spectrométrie de masse (triple quadripole) utilisant l’ionisation par électronébuliseur en mode positif. L’étalonnage externe est la méthode de quantification utilisée. Aucun effet de matrice n’est observé.
D’autres benzotriazoles, comme le 4- et 5-methyl-1H-benzotriazole, 5,6-dimethyl-1H-benzotriazole, 5-chloro-1H-benzotriazole, sont aussi détectés dans l’eau (dans l’eau potable le cas échéant).

## Environnement, toxicologie, écotoxicologie
Malgré une présence répandue dans les écosystèmes aquatiques, les effets de composés du Benzotriazole restent « largement inconnus ».
Au début des années 2000, il était estimé peu toxique pour l'Homme, mais présente des propriétés de perturbateur endocrinien (anti-oestrogénique).
On retrouve dans l'eau des stabilisateurs UV à base de benzotriazole, où selon une étude récente (2020), ils se bioaccumulent dans le foie des truitelles, en modifiant leur fonctionnement
On sait que le Benzotriazole est résistant à la biodégradation et qu'il n’est que partiellement éliminé lors des traitements des eaux usées.

Sa bonne solubilité dans l'eau, sa toxicité et la valeur du coefficient de partition octanol-eau de ce composé en font un contaminant émergent  fréquemment retrouvé dans les eaux superficielles (cours d'eau et lacs) ; voir tableau ci-dessous.
Pour réduire l'apport de benzotriazole via les eaux usées traitées dans l'environnement, un bioréacteur à membranes (membrane bioreactor - MBR) peut être employé, de même que l’ozonation (qui supprime quasi totalement le benzotriazole des eaux usées). Ces deux méthodes pourraient aider à diminuer considérablement la concentration en benzotriazole dans les eaux.
| Matrice                | Localité  | Méthode de détection et analyse | Concentration observée ng/L | Référence                                     |
| ---------------------- | --------- | ------------------------------- | --------------------------- | --------------------------------------------- |
| Eau souterraine        | Allemagne | LC-MS/MS                        | < 10                        | Anal. Chem. 77 (2005) 7415-7420.              |
| Eau de lac             | Suisse    | LC-MS/MS                        | 100-1200                    | Environ. Sci. Technol. 40 (2006) 7186-7192.   |
| Eaux usées municipales | Allemagne | LC-MS/MS                        | 9600                        | Anal. Chem. 77 (2005) 7415-7420.              |
|                        | Suisse    | LC-MS/MS                        | 10000-100000                | Environ. Sci. Pollut. Res. 13 (2006) 333-341. |
|                        | Pays-Bas  | LC-MS/MS                        | 8000                        | Int. J. Mass Spectrom. 282 (2009) 99-107.     |
| Eau de rivière         | Allemagne | GC-MS                           | 38-1474                     | Environ. Sci. Pollut. Res. 16 (2009) 702-710. |
|                        | Suisse    | LC-MS/MS                        | 636-3690                    | Environ. Sci. Pollut. Res. 13 (2006) 333-341. |
|                        | Pays-Bas  | LC-MS/MS                        | 100-1000                    | Int. J. Mass Spectrom. 282 (2009) 99-107.     |